# Ctenosciara chaetovenosus
Ctenosciara chaetovenosus är en tvåvingeart som först beskrevs av Werner Mohrig 1999.  Ctenosciara chaetovenosus ingår i släktet Ctenosciara och familjen sorgmyggor. Inga underarter finns listade i Catalogue of Life.